# Rhodostemonodaphne cyclops
Rhodostemonodaphne cyclops är en lagerväxtart som beskrevs av Madriñán. Rhodostemonodaphne cyclops ingår i släktet Rhodostemonodaphne och familjen lagerväxter. Inga underarter finns listade i Catalogue of Life.